# 1227년

## 연호
- 남송(南宋) 보경(寶慶) 3년
- 금(金) 정대(正大) 4년
- 일본(日本) 가로쿠(嘉禄) 3년
- 서하(西夏) 보의(寶義) 2년
- 쩐 왕조(陳朝) 끼엔쭝(建中) 3년

## 기년
- 남송(南宋) 이종(理宗) 3년
- 금(金) 애종(哀宗) 4년
- 고려(高麗) 고종(高宗) 14년
- 몽골 칭기즈 칸 22년
- 서하(西夏) 말제(末帝) 2년
- 쩐 왕조(陳朝) 태종(太宗) 3년

## 사건
- 몽고가 서하를 멸망시킴

## 사망
- 8월 18일 - 칭기스 칸, 몽골 제국 초대 칸

칭기즈칸 1162~1227

- 칭기즈칸 1162~1227